# 施泰尔马克地区迪恩施泰因
施泰尔马克地区迪恩施泰因是奥地利施蒂利亚州穆劳县的一个市镇。总面积14.21平方公里，总人口333人，人口密度23.4人/平方公里（2005年）。